# Finnek Pártja
A Finnek Pártja (2011 előtt: Igazi Finnek, finnül: Perussuomalaiset) egy 1995-ben alapított politikai párt Finnországban. A párt ideológiáját tekintve euroszkeptikus, nacionalista, konzervatív párt. Politikai elhelyezkedésben jobboldali.

## Elnevezése
A párt eredeti finn neve Perussuomalaiset, ami szó szerint fordítva Igazi Finneket jelent. A szervezetnek azonban nem volt hivatalos angol neve, az angol nyelvű sajtó nem egységes módon, de hozzávetőlegesen ezt az elnevezést használta (például True Finns). A párt 2011-ben hirdette meg hivatalos angol nevét (a finn Perussuomalaiset változatlanul hagyása mellett), ami The Finns lett. Ennek a fordítása lett a magyar Finnek Pártja, vagy Finn Párt.

## Fordítás
- Ez a szócikk részben vagy egészben  a   True Finns című angol Wikipédia-szócikk ezen változatának fordításán alapul.  Az eredeti cikk szerkesztőit annak laptörténete sorolja fel. Ez a jelzés csupán a megfogalmazás eredetét és a szerzői jogokat jelzi, nem szolgál a cikkben szereplő információk forrásmegjelöléseként.